# Sint-Jan Baptistkerk (Menen)

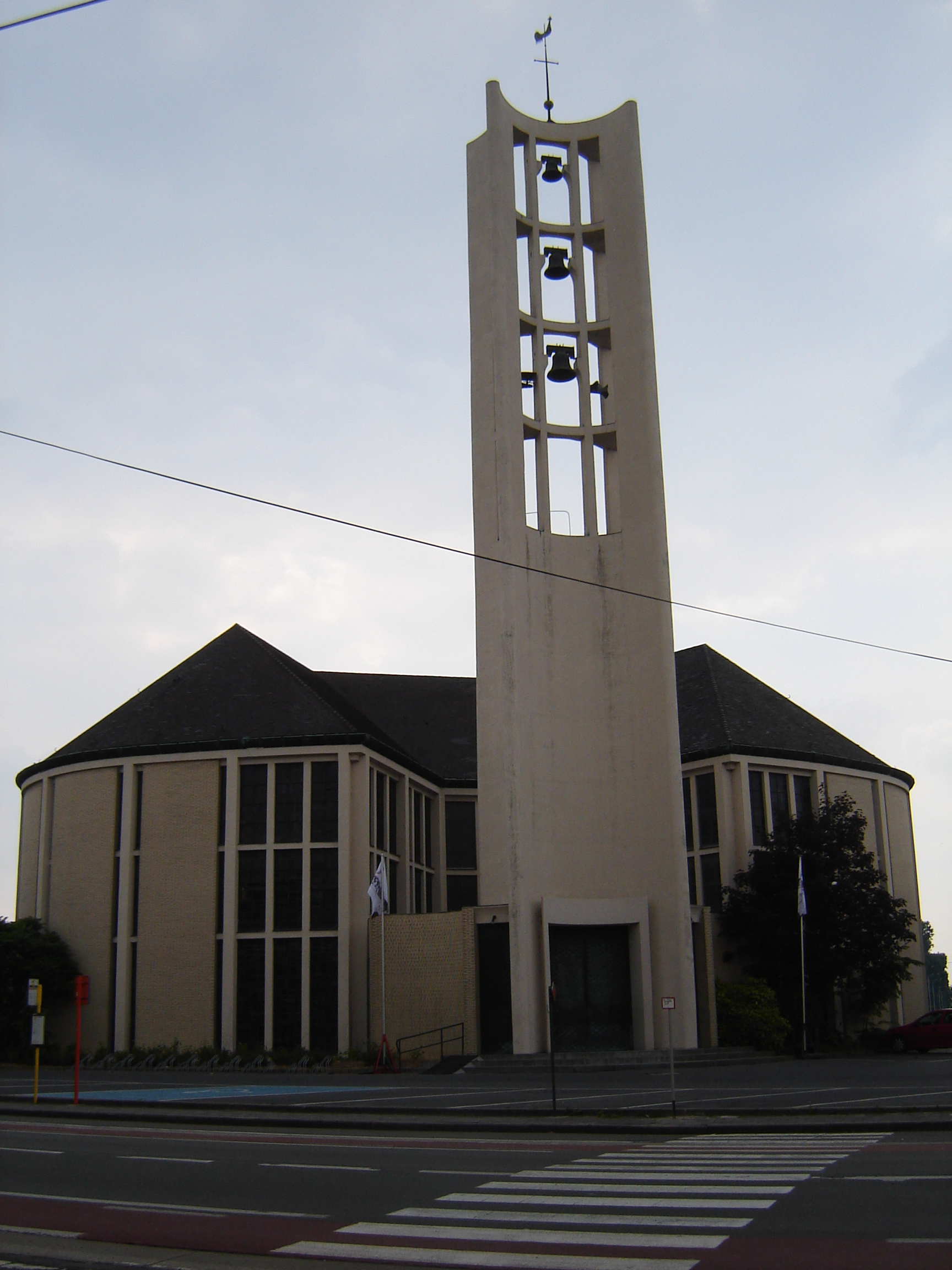
Sint-Jan Baptistkerk

De Sint-Jan Baptistkerk is een parochiekerk in de West-Vlaamse stad Menen, gelegen aan de Guido Gezellelaan 124.
De kerk werd gebouwd in 1961-1964 voor de wijk Ons Dorp naar ontwerp van Jozef Lantsoght. Deze architect had reeds de Onze-Lieve-Vrouw-ter-Duinenkerk te Koksijde ontworpen en zijn werk kenmerkt zich door vloeiende lijnen. De georiënteerde kerk heeft een hartvormige plattegrond en een rond afgesloten koor. Het portaal bevindt zich in een voorgebouwde klokkentoren met vierkante plattegrond en open klokkenverdieping.
Het geheel is van staal, beton en glas in beton, waarbij het betonskelet met witte baksteen is bekleed. De kerk is overdekt door een metalen kap, belegd met blauwgeglazuurde tegels.
Het hoofd- en zijaltaar zijn uitgevoerd in witte travertijn. Ook zijn er twee natuurstenen preekstoelen. Ook is er een beeld van Johannes de Doper.